# Oficial de Proteção da Infância e da Juventude
Cargo de provimento efetivo dos serviços auxiliares do juizado da Infância e da Juventude da Justiça do Estado do Rio Grande do Sul. Criado pela lei 10.720/96 em substituição aos comissários de menores. Tem suas atribuições especificadas na Consolidação Normativa Judicial - art. 248
A Seção de Comissariado da Infância e da Juventude tem por função o trabalho de fiscalização, assistência, proteção, orientação e vigilância a menores, previstas no ECA (Estatuto da Criança e do Adolescente), bem como o cumprimento de medidas judiciais específicas.